# Ex alveo del Lago di Bientina
Ex alveo del Lago di Bientina este o arie protejată (arie specială de conservare — SAC, sit de importanță comunitară — SCI) din Italia întinsă pe o suprafață de 1.056 ha, integral pe uscat.

## Localizare
Centrul sitului Ex alveo del Lago di Bientina este situat la coordonatele 43°46′18″N 10°37′22″E / 43.771667°N 10.622778°E.

## Înființare
Situl Ex alveo del Lago di Bientina a fost declarat sit de importanță comunitară în august 2007 pentru a proteja 24 de specii de animale. Situl a fost protejat și ca arie specială de conservare în mai 2016.

## Biodiversitate
Situată în ecoregiunea mediteraneană, aria protejată conține 10 habitate naturale: Fânețe de joasă altitudine (Alopecurus pratensis, Sanguisorba officinalis), Lacuri eutrofice naturale cu vegetație de tip Magnopotamion sau Hydrocharition, Pajiști umede mediteraneene cu ierburi înalte de Molinio-Holoschoenion, Păduri aluvionare cu Alnus glutinosa și Fraxinus excelsior (Alno-Padion, Alnion incanae, Salicion albae), Râuri mediteraneene cu debit permanent cu specii de Paspalo-Agrostidion și galerii riverane de Salix și de Populus alba, Râuri cu maluri nămoloase cu vegetație de Chenopodion rubri p.p. și Bidention p.p., Ape stătătoare oligotrofe până la mezotrofe, cu vegetație de Littorelletea uniflorae și/sau de Isoëto-Nanojuncetea, Păduri mixte riverane de Quercus robur, Ulmus laevis și Ulmus minor, Fraxinus excelsior sau Fraxinus angustifolia, de-a lungul marilor râuri (Ulmenion minoris), Galerii de Salix alba și de Populus alba, Cursuri de apă de la nivel de câmpie la nivel montan, cu vegetație Ranunculion fluitantis și Callitricho-Batrachion.
La baza desemnării sitului se află mai multe specii protejate:
- păsări (22): privighetoare-de-baltă (Acrocephalus melanopogon), pescăruș albastru (Alcedo atthis), rață pitică (Anas crecca), rață mare (Anas platyrhynchos), egretă mare (Ardea alba), buhai de baltă (Botaurus stellaris), caprimulg (Caprimulgus europaeus), erete de stuf (Circus aeruginosus), erete vânăt (Circus cyaneus), porumbel de scorbură (Columba oenas), egretă mică (Egretta garzetta), vânturel roșu (Falco tinnunculus), becațină comună (Gallinago gallinago), stârc pitic (Ixobrychus minutus), sfrâncioc roșiatic (Lanius collurio), rață fluierătoare (Mareca penelope), rață pestriță (Mareca strepera), ciuf-pitic (Otus scops), cormoran mare (Phalacrocorax carbo), ploier auriu (Pluvialis apricaria), Spatula clypeata, nagâț (Vanellus vanellus)
- amfibieni (1): Triturus carnifex
- nevertebrate (1): fluturele purpuriu (Lycaena dispar)

Pe lângă speciile protejate, pe teritoriul sitului au mai fost identificate 18 specii de plante, 4 specii de amfibieni, 2 specii de nevertebrate, 3 specii de reptile.